# Fedora Ferluga Petronio
Fedora Ferluga Petronio (Trieste, 16 dicembre 1946 – Trieste, 28 marzo 2018) è stata una filologa, slavista e traduttrice italiana di origini slovene, docente ordinaria di letteratura serba, croata, bosniaca e montenegrina presso l'Università degli Studi di Udine fino al decesso.

## Biografia
Fedora Ferluga-Petronio, nasce e cresce nel quartiere di Rojano da genitori sloveni, il padre Viljem,ferroviere, sua madre è Nada Krizmančič, frequenta la Scuola primaria a Roiano e le scuole medie a San Giacomo (Trieste) .
Ha studiato presso il Liceo Classico France Prešeren di Trieste, diplomandosi nel 1965. Ha conseguito poi, la laurea in Filologia Classica presso l’Università di Trieste nel 1972, discutendo una tesi sulla filologia micenea intitolata   I nomi delle armi in miceneo. Successivamente, ha ottenuto nel 1982 il dottorato in Filologia Slava e Balcanica presso l’Università di Padova.
Dal 1968 al 1987 ha insegnato latino e greco presso il Liceo Classico France Prešeren di Trieste.
Nel 1987 è entrata a far parte dell’Università di Udine, dove ha ricoperto il ruolo di docente di Lingua e Letteratura Serba e Croata. Nel 2001 è diventata professore ordinario della stessa disciplina..

## Attività
Si è occupata di filologia classica, linguistica slava e letteratura jugoslava. 
Oltre alla docenza, Fedora Ferluga-Petronio ha diretto il Dipartimento di Lingue e Civiltà dell’Europa Centro-Orientale dal 2000 al 2003 e ha ricoperto il ruolo di Vice-Direttore del Centro Internazionale del Plurilinguismo presso l’Università di Udine dal 2001 al 2004 .
La sua prima pubblicazione, I nomi delle armi in miceneo (1979), è basata sulla sua tesi di laurea. Seguì il libro La Chiesa in Slovenia (1984), un'analisi etimologico-filologica dei nomi sloveni della gerarchia ecclesiastica.
Ha scritto monografie su autori croati, tra cui il drammaturgo barocco Junije Palmotić (1607–1657), il predecessore del modernismo croato Ante Tresić-Pavičić (1867–1949) e il poeta e filosofo Nikola Šop (1904–1982).
Ha organizzato simposi internazionali su Nikola Šop a Udine, Novo Mesto, Zagabria e Roma. Per la letteratura slovena, ha pubblicato il libro Ivan Trinko, scrittore e poeta della Slavia Veneta (1984) e ha organizzato un simposio su Alojz Gradnik presso l'Università di Udine (2007).

## Opere
Ha pubblicato numerosi studi accademici e monografie sulla filologia slava, la letteratura slovena e croata, e il plurilinguismo nelle letterature slave.  
Lista completa delle opere su COBISS.si il sistema bibliografico cooperativo per le biblioteche di Slovenia e altri Paesi ex-jugoslavi::
- I nomi delle armi in miceneo (1979), M.D. Petrusevski, P.H. Ilievski, Skopje. Serie Antiquité vivante: Monographies, n. 5.,pp. 189.[4]
- La Chiesa in Slovenia (1984), Centro Studi Storico Religiosi, pp. 96.[5]
- Ivan Trinko, scrittore e poeta della Slavia Veneta (1984), Centro Studi Europa Orientale, Padova.[6]
- Eros-Thanatos (2013), ZTT-EST, pp. 173, ISBN 9788871741574.[9]
- La ricezione dell'opera di Junije Palmotić da parte della slavistica italiana (2008), Udine, Università di Udine.[2]
- Grčko-latinski izvori u Junija Palmotića (1999), Hrvatsko filološko društvo, Fiume, pp. 110, ISBN 953-6050-74-9[10]

## Riconoscimenti e premi
Le è stato conferito dal Ministero della Cultura della Repubblica croata e dall’Associazione scrittori croati il Premio internazionale Davidias per il miglior libro redatto da uno studioso straniero di Croatistica.